# Abou Obeida Youssef al-Annabi
Pour les articles homonymes, voir Annabi.
Mebrak Yazid (en arabe : مبارك يزيد), dit Abou Obeida Youssef al-Annabi (en arabe : أبو عبيدة يوسف العنابي), né le 1er janvier ou le 7 février 1969 ou en 1970, est un chef djihadiste algérien devenu chef suprême d'Al-Qaïda au Maghreb islamique (AQMI) en 2020 en remplacement d'Abdelmalek Droukdel.

## Biographie
Mebrak Yazid est originaire de la région d'Annaba en Algérie. 
Étudiant en sciences économiques à l'université de Constantine, il devient militant actif du Front islamique du salut (FIS), le parti islamiste crée en 1989. 
Un an après l'arrêt du processus électoral en janvier 1992, Mebrak Yazid, fraîchement diplômé, rejoint les rangs de l'Armée islamique du salut (AIS) pour combattre la guerre civile algérienne, puis ceux du GIA où il fait la rencontre d'Abdelmalek Droukdel en 1996. 
Il monte en grade en participant à la création du GSPC en 1998 et aura son premier poste de responsabilité au sein de l’organisation en devenant son commissaire politique, poste qu’il conservera après la création d’AQMI. Mebrak aurait été toutefois opposé à l'extension du combat vers d’autres pays et n'était pas très favorable à l'adhésion du GSPC à Al-Qaïda pour devenir AQMI, craignant de s'attirer l'hostilité d'autres pays.
En novembre 2009, Abou Obeida Yousouf al-Annabi échappe de peu à la mort en tombant dans une embuscade tendue par l'armée algérienne dans le maquis d'Imsouhel, dans la wilaya de Tizi Ouzou. Il en sort gravement blessé et perd l'usage d'une jambe, ce qui le cantonnera à un rôle moins opérationnel, et plus idéologique et administratif au sein de l'organisation terroriste.
Il deviendra vers 2011 le chef du comité des sages, groupe de référents religieux et idéologiques, et membre du majliss al-choura, conseil consultatif d'AQMI.
Le 25 avril 2013, en réaction à l'opération Serval, Abou Obeida Youssef al-Annabi appelle les musulmans du « monde entier » à « attaquer les intérêts français partout ». L'appel est rendu public le 7 mai et pris « au sérieux » par le président de la République française, François Hollande. 
Le 10 septembre 2015, il est inscrit sur la liste noire américaine des « terroristes internationaux spécialement désignés ».
Il remplace progressivement Droukdel dans la communication publique d'AQMI à partir de fin 2018, à un moment où le chef d'AQMI et accorde une interview à la chaîne d'information France 24 en 2019 où il sera présenté comme numéro deux de l'organisation.
Après la mort d'Abdelmalek Droukdel, AQMI annonce le 21 novembre 2020 qu'Abou Obeida Youssef al-Annabi a été désigné pour lui succéder,. 
Le 28 mars 2023, le gouvernement du Burkina Faso a suspendu la diffusion du média public français France 24 après la diffusion d'un entretien avec al-Annabi. Le ministre de l'Information du pays a décrit la chaîne comme « non seulement agissant comme un porte-parole de ces terroristes, mais pire encore ». 